# Jihočeský krajský přebor 1968/1969
V soubojích Jihočeského krajského přeboru 1968/69 se utkalo 14 týmů dvoukolovým systémem podzim - jaro. Tento ročník skončil v červnu 1969. 

## Výsledná tabulka
Zdroj: 
| Poř. | Tým                            | Z  | V  | R | P  | VG | OG | B  |
| ---- | ------------------------------ | -- | -- | - | -- | -- | -- | -- |
| 1.   | TJ Dynamo České Budějovice     | 26 | 20 | 3 | 3  | 68 | 20 | 43 |
| 2.   | TJ Škoda České Budějovice      | 26 | 16 | 4 | 6  | 68 | 35 | 36 |
| 3.   | VTJ Dukla Jindřichův Hradec    | 26 | 14 | 6 | 6  | 55 | 34 | 34 |
| 4.   | TJ Tatran Prachatice           | 26 | 14 | 3 | 9  | 61 | 48 | 31 |
| 5.   | TJ ČZ Strakonice               | 26 | 11 | 6 | 9  | 41 | 32 | 28 |
| 6.   | TJ Fezko Strakonice            | 26 | 12 | 4 | 10 | 45 | 36 | 28 |
| 7.   | TJ Spartak Písek               | 26 | 11 | 6 | 9  | 44 | 44 | 28 |
| 8.   | TJ IGLA České Budějovice       | 26 | 9  | 7 | 10 | 28 | 39 | 25 |
| 9.   | VTJ Dukla Volary               | 26 | 8  | 5 | 13 | 39 | 43 | 21 |
| 10.  | TJ Spartak Milevsko            | 26 | 9  | 3 | 14 | 40 | 43 | 21 |
| 11.  | TJ Lokomotiva České Budějovice | 26 | 8  | 4 | 14 | 43 | 51 | 20 |
| 12.  | TJ Tatran Hluboká nad Vltavou  | 26 | 8  | 3 | 15 | 38 | 52 | 19 |
| 13.  | VTJ Dukla Prachatice           | 26 | 7  | 5 | 14 | 27 | 66 | 19 |
| 14.  | TJ Slovan Jindřichův Hradec    | 26 | 5  | 1 | 20 | 21 | 65 | 11 |

Poznámky:
- Z = Odehrané zápasy; V = Vítězství; R = Remízy; P = Prohry; VG = Vstřelené góly; OG = Obdržené góly; B = Body

|  | Postup do Divize A 1969/70             |
|  | Sestup do příslušné I. A třídy 1969/70 |